# Palm River-Clair Mel
Palm River-Clair Mel est une census-designated place du comté de Hillsborough, dans l'État de Floride, aux États-Unis,. En 2020, elle compte une population de 26 142 habitants.